# مودافينيل
مودافينيل هو دواء  مُعزِّز لليقظة [الإنجليزية] يُستعمل أساسًا لعلاج التغفيق، ويُباع بالاسم التجاري بروفيجيل (بالإنجليزية: Provigil). وافقت إدارة الغذاء والدواء الأمريكية على استعمال مودافينيل لتنبيه اليقظة للمصابين باضطراب النوم الناتج عن العمل بنظام الورديات وانقطاع النفس النومي. ولم توافق استخدام من دون السابعة عشر له.

## التأثير الدوائي
على الرغم من الأبحاث المكثفة حول تفاعل مودافينيل مع عدد كبير من النظم العصبية، فإن آلية محددة أو مجموعة من آليات العمل لا تزال غير واضحة. يبدو أن مودافينيل، مثل غيره من المنشطات، يزيد من إطلاق سراح الأمينات أحادية – على وجه التحديد، الكاتيكولامينات مثل النورأدرينالين والدوبامين  –  من محطات الإتصال الكيميائية محطة متشابكة. لكن، مودافينيل يرفع أيضا مستويات الهستامين في هيبوثالامس، مما دفع بعض الباحثين إلى النظر إلى مودافينيل أنه «عميل تعزيز اليقظة» بدلا من كونه منبها من ى مجموعة الأمفيتامينات الكلاسيكية. الأدلة في هذا الاتجاه وتشمل الآثار المترتبة على تأثيرات الاستخدام المشترك لمضادات مستقبلات الدوبامين، المعروفة بتقليل التأثير المنشط للأمفيتامينات، ولكن لا تنفي تماما الإجراءات المعززة لليقظة لل مودافينيل.
وهذا يعنى أن التأثير الأحادي الأمين للمودافينيل كان أيضا هدفا للدراسات، تحديد الآثار المترتبة على الدوبامين في الجسم المخطط والنواة المتكئة، نورأدرينالين في الوطاء والنواة أمام التصالبة البصرية البطنانية الجانبية النواة قبل البصرية الجبهية الجانبية، والسيروتونين في اللوزة والقشرة الأمامية.
وتوجد آلية عمل تنطوي على الببتيدات الدماغ تسمى أوركسين، المعروفة أيضا باسم hypocretins. تم العثور على الخلايا العصبية Orexin في المهاد تحت المهاد ولكنها تنطلق لأجزاء مختلفة من الدماغ، بما في ذلك العديد من المجالات التي تنظم اليقظة. تفعيل هذه الخلايا العصبية يزيد مستويات الدوبامين ويزيد نورإبينيفرين في هذه الأجزاء الدماغية، ويثير histaminergic tuberomammillary neurons ردود الفعل العصبية المتزايدة الهستامين مستويات هناك. ولقد ثبت في الفئران أن مودافينيل يساعد بالزيادة في مستويات الهستامين المفرج عنها في الدماغ، وآلية العمل تلك قد تكون أيضا ممكنة في البشر. هناك نوعان من مستقبلات hypocretins، وهي hcrt1 وhcrt2 . وقد أظهرت الدراسات على الحيوانات أن الحيوانات مع النظم المعيبة أو التي لاتدعم استخدام orexin تظهر علامات وأعراض مشابهة للخدار أو الناركوليبسى التي من أجلها تمت إجازة مودافينيل من قبل إدارة الاغذية والعقاقير. مودافينيل يبدو أنه ينشط هذه الخلايا العصبية orexin في النماذج الحيوانية، والتي يتوقع أن تسهم بتعزيز اليقظة. ومع ذلك، أظهرت دراسة أجريت على الكلاب المعدلة وراثيا التي تفتقر إلى مستقبلات orexin أن مودافينيل تعزيز اليقظة لا يزال في هذه الحيوانات، مما يوحي بأن لا يلزم التنشيط orexin للآثار مودافينيل.[بحاجة لمصدر] بالإضافة إلى ذلك، دراسة تبحث في الفئران المستبعدة من التأثير على orexin ، وجدت أن الأمر لم يقتصر أن مودافينيل يسهم في زيادة اليقظة في هذه الفئران لكنه لم يفعل ذلك على نحو أكثر فعالية مما كانت عليه في الفئران من النوع البري.
وتجدر الإشارة ايضاً ان دراسات كثيرة اقيمت حول تأثير المودافينيل في تعزيز القدرات الادراكية عموماً مثل مهام الضغط على زر معين عند مشاهدة لون معين كما لاحظت دراسة قارنت بين تناول المودافينيل مقارنة بالبلاسيبو ان الذين اخذوا المودافينيل اصبحوا أكثر دقة في اداء المهام.

## التاريخ
وقد طور مودافينيل أصلا في فرنسا من قبل عالم وظائف الأعصاب وفخري (لقب) أستاذ الطب التجريبي ميشال جوفيه ومختبرات لافون. بدأ تطوير مودافينيل مع أواخر 1970 منذ ابتكار سلسلة من مركبات سلفينيل بنزهيدريل، بما في ذلك أدرافينيل. عرض Adrafinil أولا كمعالجة تجريبية للخدار أو ناركوليبسى في فرنسا في عام 1986. مودافينيل هو المستقلب الرئيسي لadrafinil ولها نشاط مماثل ولكن تستخدم على نطاق واسع. وقد تم وصفه في فرنسا منذ عام 1994 تحت اسم Modiodal ، وفي الولايات المتحدة منذ عام 1998 باسم Provigil. وقد تمت الموافقة لاستخدامه في المملكة المتحدة في ديسمبر كانون الأول عام 2002. ويتم تسويق مودافينيل في الولايات المتحدة من قبل شركة سيفالون، الذين استأجروا حقوق الإستحواذ من لافون. سيفالون أمكنها شراء لافون في نهاية المطاف في عام 2001.

## التوافر
يباع مودافينيل في إطار مجموعة واسعة من الأسماء التجارية في جميع أنحاء العالم.
- Alertec - كندا، إكوادور
- كاريم - كولومبيا، إكوادور، هندوراس، أوروغواي
- Modalert - الهند (أيضاProvake، Modapro، Modafil)
- Modasomil النمسا، سويسرا
- Modavigil - أستراليا، نيوزيلندا
- Modiodal - فرنسا، الدنمارك، اليونان، المكسيك، هولندا، البرتغال، السويد، تركيا، اليابان
- Provigil - بلجيكا، أيرلندا، إيطاليا، كوريا الجنوبية، المملكة المتحدة، الولايات المتحدة الأمريكية
- Resotyl - شيلي (أيضاMentix، Alertex، Zalux)
- Stavigile - البرازيل
- فيجيا - كولومبيا
- فيجيل - ألمانيا